# 1620-as évek
Évszázadok: 16. század · 17. század · 18. század
Évtizedek: 1570-es évek · 1580-as évek · 1590-es évek · 1600-as évek · 1610-es évek · 1620-as évek · 1630-as évek · 1640-es évek · 1650-es évek · 1660-as évek · 1670-es évek
Évek: 1620 · 1621 · 1622 · 1623 · 1624 · 1625 · 1626 · 1627 · 1628 · 1629

## Háború és politika
- A janicsárság első nagy lázadása, amely alatt meggyilkolják II. Oszmán szultánt.
- Bethlen Gábor uralkodása alatt jelentősen fellendül az iparosodás és kultúra Erdélyben.